# Documento de Medellín
El Documento Conclusivo de Medellín contiene las resoluciones de la II Conferencia General del Episcopado Latinoamericano realizada en Medellín del 26 de agosto al 8 de septiembre de 1968. La conferencia se dividió en dieciséis comisiones y subcomisiones. 
Este documento se divide en tres áreas: promoción del hombre y de los pueblos, evangelización y estructura de la iglesia. Este documento trata de exhortar a los laicos a que adecuadamente se dediquen a las tareas de promoción humana. Sus fuentes son la Biblia y el Magisterio de la Iglesia, siendo algunos: Gaudium et spes, Populorum progressio, Pacem in terris, Gravissimum educationis, Lumen gentium, Sacrosantum concilium, entre muchas otras.
Esto forma parte de la Doctrina Social Cristiana y su tarea es anunciar el Evangelio y denunciar las injusticias, bajo el método de ver, juzgar y actuar.